# Квіти для Елджернона
«Квіти для Елджернона» (англ. Flowers for Algernon) — науково-фантастичний твір-розповідь (м'яка наукова фантастика) американського письменника Деніела Кіза. Вперше опублікований в квітневому номері Журналу фентезі і наукової фантастики за 1959 рік. Премія Г'юго за найкраще науково-фантастичне оповідання (1960).
Надалі Кіз написав однойменний роман на основі цього оповідання, який отримав Премію Неб'юла за найкращий роман 1966 року.

## Сюжет
Головний герой — Чарлі Гордон, 37-річний чоловік з розумовою неповносправністю, який працює прибиральником на фабриці з виробництва пластикової тари (в романі — 32-річний прибиральник в пекарні), добровільно бере участь в експерименті з покращення інтелекту. Штучне покращення інтелекту за допомогою операції — відкриття двох вчених: Доктора Штрауса і Доктора Немюра. Після вдалої операції над білою мишею на прізвисько Елджернон вони вирішують зробити аналогічну операцію над розумово неповносправною людиною. Вибирають Чарлі, оскільки він прагне навчитися краще читати і писати і стати розумнішим.
Оповідання написане в формі звітів Чарлі про події з ним і про стан його інтелекту. Звіти Чарлі почав писати за вказівкою лікаря Штрауса через два тижні після свого 37-ліття. Звіти рясніють орфографічними і синтаксичними помилками, але після операції Чарлі поступово опановує мову й у звітах стає все менше помилок.
Перед операцією Чарлі показують «картки з кляксами» (тест Роршаха) і просять пояснити, що він на них бачить. Також він змагається з Елджерноном у швидкості проходження лабіринту. Чарлі не бачить на картках ніяких зображень і постійно програє миші при проходженні лабіринту. Чарлі хоче перемогти Елджернона.
В перші дні після операції Чарлі ніяк не може перемогти Елджернона і починає ненавидіти мишу. Але після першого виграшу Чарлі його ставлення до миші змінюється.
Після операції, IQ Чарлі стрімко зростає і з 68 досягає 200. В звітах Чарлі відзначає зміну у своєму сприйнятті минулого і теперішнього, розуміє реальне ставлення до нього людей (розуміє як над ним насміхалися на роботі ті, кого він вважав своїми друзями) і засвоює нові для нього знання.
Швидкість навчання Чарлі в багато разів перевищує швидкість навчання звичайних людей — вже через декілька тижнів він вільно володів багатьма мовами, читав наукову літературу, особливо цікавився мовами, математикою, психологією, музикою. Його вчителька зі школи для розумово відсталих міс Кінніан спочатку радіє успіхам Чарлі, але потім з сумом розуміє, що високий розвиток інтелекту її колишнього учня робить все вужчим коло спільних для обговорення тем.
На фабриці, де працював Чарлі, він запропонував раціональніше розміщення верстатів, що дало б змогу економити 10 тисяч доларів щорічно. Але радість директора не підтримали працівники, і всі вони підписали петицію про звільнення Чарлі Гордона. Директор сказав, що всім буде краще, якщо Чарлі звільниться.
Чим розумнішим стає Чарлі, тим менше він розуміє себе колишнього і оточуючих і стає менш терпимим до них.
Випадок у ресторані, коли Чарлі разом з усіма почав було сміятись з розумово неповноцінного хлопчика, мийника посуду, а потім емоційно захищав хлопчину, підштовхнув Чарлі присвятити свої знання і здібності дослідженням з підвищення інтелектуального рівня людини.
Незважаючи на початковий успіх експерименту, поведінка миші дає серйозний привід для занепокоєння — її інтелект починає згасати так само швидко, як і покращувався. Чарлі розуміє, що це ж чекає на нього.
Коли миша померла, Чарлі поклав труп Елджернона в коробку з-під сиру, поховав його на задньому дворі й плакав.
Чарлі відчуває, як він втрачає інтелект, або як він пише у звітах «згущається темрява», йому тяжко викинути з голови думки про самогубство. Але він увесь час нагадує собі про важливість своїх досліджень і записів.
Чарлі не впускає до себе в кімнату міс Кінніан, обманює її, говорячи, що вона йому більше не подобається і що він не хоче більше бути розумним.
Чарлі приходить на фабрику, звертається до директора:
 Містер Доннер зустрів мене дуже люб'язно, коли я прийшов до нього й попросився на свою колишню роботу в пекарні. Спочатку він поставився до мого прохання з підозрою, та коли я розповів йому, що зі мною сталося, він засмутився, поклав руку мені на плече і сказав, Чарлі, ти мужній хлопець.
Оригінальний текст (англ.)
Mr Donner was very nice when I came back and askd him for my old job at the bakery. Frist he was very suspicius but I told him what happened to me and then he looked very sad and put his hand on my shoulder and said Charlie you got guts.

З Чарлі став насміхатися тільки один робітник, який прийшов на фабрику вже після звільнення Чарлі, але старі працівники, які колись самі насміхались з нього, вступились за Чарлі.
Все ж Чарлі не втрачає оптимізму (цитати з оповідання): «Міс Кінніан якщо ви коли-небудь прочитаєте це не жалійте мене я дуже радий що я використав ще один шанс стать розумним томущо я дізнався багато різних речей, а раніше я ніколи навіть незнав що вони є на світі і я дякує за те що я хоч на хвильку це побачив…
Але може якщо я постараюся і буду багато вправляцця я стану трішки розумнішим і буду знати що значать всі слова. Я трішки пам'ятаю як мені було приємно коли я читаю синю книжку з подертою обкладинкою. Тому я буду весь час старацця стати розумним, щоб мені знову було так добре».
Закінчується оповідання і роман звертанням Чарлі:
«P.P.S. будь ласка, якщо матимете можливість покладіть квіти на могилу Елджернона на задньому подвір'ї.»
Оригінальний текст (англ.)
P.S. please if you get a chanse put some flowrs on Algernons grave in the bak yard.

Оповідання, мабуть, цікавіше своєю емоційною і морально-етичною складовою порівняно з науково-фантастичною.
За мотивами оповідання в різних країнах створені кіно- і телефільми, театральні і радіовистави, мюзикл.

## Цитати з оповідання
Останні записи Чарлі перед операцією:
| Мені страшно. Багато людей які тут працюють і сестри і ті які робили мені випробовування принесли мені цукорки і побажали мені удачі. Я сподіватись, що мені пощастить. Я спитав у доктора Штраусса чи зможу я після операції перемогти Елджернона і він сказав можливо. Якщо операція вийде я доведу цій мишці, що я можу бути таким ж розумним. А можливо навіть розумнішим. Я зможу краще читати і правильно писати слова, буду знати багато різних речей і буду як інші люди. Я хочу бути розумним, як інші. Якщо це залишется назавжди вони зроблять розумними всіх на світі. |
| |

Після першої перемоги Чарлі над Елджерноном:
| Я сказав, що можу погодувати його тому, що мені було неприємно, що я переміг його а я хочу бути добрим і з усіма дружити. Але Берт сказав, не можна, Елджернон цілком осаблива миша з такою ж операцією як у мене і він перший із всіх тварин так довго залишився розумним Він сказав що Елджернон такий розумний що кожен день повинен розв'язувати задачу щоб одержувати їжу. Це ніби замок на дверях який міняють коли він заходить всередину щоб поїсти тому він щоразу повинен вивчити щонебудь нове щоб отримати свою їжу. Мені стало йго шкода томущо якщо він незможе вчицця він буде голодним. Я думаю це неправильно змушувати когонебудь проходити випробування за їжу. Як би це сподобалося доктору Немюру якщоб він повинен був проходити випробування щоразу, коли йому захочеться їсти. Я думаю ми з Елджерноном будемо друзями. |
| |

Коли Чарлі зрозумів, що стає розумнішим за міс Кінніан, він пише в звітах:
| Мені стало сумно, коли я подумав про те, що я залишу її позаду. Я закоханий в міс Кінніан. |
|                                                                                            |

Після звільнення з фабрики Чарлі пише:
| Цей мій новий інтелект створив стіну між мною і всіма тими, кого раніше знав і любив. Раніше вони сміялися наді мною і зневажали мене за неуцтво і тупість; тепер вони ненавидять мене за мої знання і тямущість. Господи, що ж вони врешті від мене хочуть? Вони викинули мене з фабрики. Тепер я ще самотніший, ніж будь-коли… |
| |

Чарлі про обмеженість знайомих професорів:
| Я був вражений, коли дізнався, що зі всіх стародавніх мов він [доктор Штраус] вміє читати тільки латиною, грецькою і староєврейською і що він майже не знає вищої математики поза межами елементарних варіаційних обчислень. Коли він мені в цьому зізнався, я відчув певне роздратування. Я сприйняв це так, ніби він, щоб ввести мене в оману, до цього часу приховував цю сторону своєї особистості, намагався здаватися (що, як я виявив, властиво багатьом людям) не таким, яким є в дійсності. |
| |

## Цікавинки
- На головній сторінці офіційного сайту Деніела Кіза[1] зображений Елджернон і лабіринт.

## Фільми, ТБ, театральні та ін. адаптації
Роман Деніела Кіза «Квіти для Елджернона» з моменту написання адаптовували безліч разів для радіо, телебачення та фільмів. Їх неповний перелік:
- 1961 телевізійна драма «Два світи Чарлі Гордона», у головній ролі — Кліфф Робертсон.[2][3]
- 1968 рік фільм Чарлі. У головній ролі також Кліфф Робертсон і отримав за неї «Оскар» за найкращу чоловічу роль.[4]
- 1969 п'єса, «Квіти для Елджернона» Девіда Роджерса.[2][5]
- 1978 мюзикл, «Чарлі й Елджернон» Девіда Роджерса та Чарльза Строуса.[2][6][7]
- 1991 радіо адаптація, «Квіти для Елджернона» для BBC Radio 4 у головній ролі Том Куртене.[8]
- 2000 фільм для телебачення, «Квіти для Елджернона», головну роль виконує Меттью Модін.
- 2001 епізод серіалу «Сімпсони» під назвою «HOMR» містить уривок, аналогічний роману.
- 2002 японська драма, «Algernon ni Hanataba wo» для Телебачення Фудзі, головну роль виконує Юсуке Сантамарія.
- 2002 комікс видавництва Marvel Spiderman Comic, під назвою «Flowers for Rhino»
- 2006 французький телефільм «Квіти для Елджернона» (фр. Des fleurs pour Algernon).
- 2006 постановка сучасного танцю, танцювальної студії «Holeulone». Виконав головну партію французький танцівник і хореограф Каріне Понтьес, він виграв приз від «Prix de la Critique de la Communauté française de Belgique» за найкращу танцювальну п'єсу.[9]
- 2013 епізод комедійного серіалу «It's Always Sunny in Philadelphia» під назвою «Квіти для Чарлі», містить уривок, аналогічний роману
- 2013 епізод комедійного серіалу «The League» під назвою «Квіти для Тако», містить уривок, аналогічний роману
- 2015 японська драма, «Algernon ni Hanataba wo» для Токійської телерадіомовної системи, головну роль виконує Ямасіта Томашіса.

Також театральні постановки та радіо адаптації робили у Франції (1982), Ірландії (1983), Австралії (1984), Польщі (1985), Японії (1987, 1990), Чехословаччині (1988).
В Україні з 2009 року театральна постановка «Довершений Чарлі» регулярно відбувається в Київській академічній майстерні театрального мистецтва «Сузір'я».

## Відзнаки
Шотландський критик-фантастикознавць Дейвід Прінґл включив роман до переліку 100 найкращих англомовних науково-фантастичних романів за період з 1949 по 1984 рік.

## Український переклад
Українською мовою твір «Квіти для Елджернона» переклав Віктор Шовкун.
- Деніел Кіз. Квіти для Елджернона. / пер. з англійської В. Шовкун — Харків: Клуб сімейного дозвілля, 2015. — 304 с.